# Søre Natholmane
Søre Natholmane est une île dans le landskap Sunnhordland du comté de Vestland. Elle appartient administrativement à Masfjorden.

## Géographie
Rocheuse et couverte d'arbres, au sud de Nordre Natholmane, à fleur d'eau, elle s'étend sur environ 177 m de longueur pour une largeur approximative maximale de 89 m. 